# Barkleyberge
Barkleyberge är ett berg i Antarktis. Det ligger i Östantarktis. Norge gör anspråk på området. Toppen på Barkleyberge är 2 253 meter över havet.
Terrängen runt Barkleyberge är lite bergig. Trakten är obefolkad. Det finns inga samhällen i närheten. 